# Lucinha (política)
Lúcia Helena de Amaral Pinto (Rio de Janeiro, 25 de setembro de 1960), mais conhecida como Lucinha, é uma política brasileira filiada ao Partido Social Democrático (PSD). Está no quarto mandato como deputada estadual do Rio de Janeiro. Com base eleitoral na Zona Oeste da cidade do Rio de Janeiro, foi eleita vereadora em 1996, 2000 e 2004, e tornou-se a vereadora mais votada da cidade em 2008. Eleita para a ALERJ em 2010, foi reeleita nos três pleitos seguintes.
No final de 2023, uma operação da Polícia Federal descobriu associações suas com a milícia carioca. Uma ordem judicial a afastou do cargo, no entanto ela foi reintegrada por decisão dos demais deputados estaduais.

## Carreira
Após o primeiro turno da eleição de 2008, envolveu-se numa polêmica com o candidato majoritário de sua coligação, Fernando Gabeira, que a chamou de "analfabeta política" e de possuidora de uma "visão suburbana". Mais tarde, porém, ambos apareceram abraçados num ato de campanha, e Lucinha pediu votos a Gabeira até o fim da campanha, quando este acabou derrotado pelo peemedebista Eduardo Paes.
Lucinha recentemente entrou em grande polêmica com a população carioca, ao criar projeto de lei que objetiva legalizar as favelas do bairro do Recreio dos Bandeirantes.
Foi eleita ao cargo de deputada estadual do Rio de Janeiro em 2010, com 67.035 votos, pelo Partido da Social Democracia Brasileira (PSDB).
Foi reeleita para o cargo no pleito de 2014, com 65.760 votos. Naquele mandato, votou em abril de 2015 a favor da nomeação de Domingos Brazão para o Tribunal de Contas do Estado do Rio de Janeiro (TCE-RJ), nomeação que foi muito criticada na época.
Votou contra a privatização da Companhia Estadual de Águas e Esgotos do Rio de Janeiro (CEDAE) em fevereiro de 2017. Em 17 de novembro de 2017, se ausentou da votação pela revogação da prisão dos deputados Jorge Picciani, Paulo Melo e Edson Albertassi, denunciados na Operação Cadeia Velha, acusados de integrar esquema criminoso que contava com a participação de agentes públicos dos poderes Executivo e do Legislativo, inclusive do Tribunal de Contas, e de grandes empresários da construção civil e do setor de transporte.
Foi reeleita em 2018, com 65.735 votos. Em 2022, presidiu a CPI dos Trens, comissão da Assembleia Legislativa do Rio de Janeiro (ALERJ) que investigou problemas no sistema ferroviário da SuperVia no estado.
Na sua reeleição à ALERJ em 2022, recebeu 60.387 votos pelo PSD.

### Operação Batismo
Em 18 de dezembro de 2023, Lucinha foi alvo de uma operação da Polícia Federal do Brasil (PF), suspeita de integrar e apoiar o grupo miliciano "Bonde do Zinho", um dos grupos mais fortes do Rio. Lucinha era chamada de "Madrinha" pela cúpula da organização criminosa e agiu para apoiá-los em diversas situações.
Entre as ações políticas da deputada mapeadas pela polícia, ela atuou para remover comandantes da Polícia Militar do Rio de Janeiro (PMERJ) que incomodavam os criminosos, atuou para manter uma brecha no sistema de vans que permitia seu controle pelos milicianos; alertou o grupo sobre uma visita do prefeito Eduardo Paes à Zona Oeste do município do Rio de Janeiro, para que o poder público não os identificasse; e solicitou uma operação contra uma milícia rival, após o corpo de um empresário assassinado ser encontrado em uma área dominada pela organização criminosa.
Em certa ocasião, Lucinha ajudou a soltar quatro milicianos presos em flagrante numa operação do Batalhão de Rondas Especiais e Controle de Multidões da PMERJ. Mensagens interceptadas mostram que os milicianos pediram ajuda a ela na tarde de 6 de novembro de 2021; mais tarde naquele dia, a PMERJ divulgaria a apreensão de armas e outros objetos, mas nenhuma prisão. A PF acredita que a intervenção da "Madrinha" funcionou para que os policiais soltassem os bandidos presos. O Coronel Luís Henrique Marinho Pires, comandante da Polícia Militar do Rio de Janeiro, também mencionado nos diálogos interceptados, negou qualquer pedido de políticos para tentar trocar os chefes de batalhão.
Na casa da deputada, foram encontrados 140 mil reais em espécie, menos da metade do valor declarado ao Tribunal Superior Eleitoral na ocasião da eleição de 2022.
O desembargador Benedicto Abicair, do Tribunal de Justiça do Rio (TJERJ), também determinou o afastamento cautelar da deputada de suas funções.
Em 7 de fevereiro de 2024, os deputados da Comissão de Constituição e Justiça da ALERJ derrubaram a decisão do Órgão Especial do Tribunal de Justiça do mesmo estado que, no final do ano anterior, determinou o afastamento da deputada Lucinha por tempo indeterminado.
Em 25 de abril, a Polícia Federal concluiu as investigações e decidiu indiciar Lucinha por suspeita de envolvimento com a milícia de Zinho. Em 17 de junho, o Ministério Público denunciou a deputada e sua ex-assessora Ariane Lima ao TJERJ pela mesma suspeita, com base nos resultados das operações "Dinastia 1" e "Dinastia 2".
Em 20 de junho, o jornal O Globo divulgou que, em depoimento após se entregar à polícia na véspera de Natal de 2023, o miliciano Zinho confirmou que Lucinha era referida como "Madrinha" dentro do grupo criminoso que ele comandava. No mesmo dia, a Comissão de Ética da ALERJ arquivou o processo que poderia levar à cassação da deputada, por quatro votos a dois. Vinicius Cozzolino, Julio Rocha, Claudio Caiado e Renato Miranda votaram a favor do arquivamento, enquanto Martha Rocha e Dani Monteiro foram contra, e Jorge Felippe Neto não votou. A decisão foi enviada à Mesa Diretora da Assembleia, que decidiu não levá-la para avaliação pelo plenário da casa, interpretando que isso só deveria ser feito caso o conselho votasse pela cassação ou afastamento da deputada.
Em 5 de agosto, o Órgão Especial do Tribunal de Justiça do Rio de Janeiro condenou Lucinha a 4 anos, 5 meses e 10 dias de reclusão, em regime semiaberto e perda de mandato por peculato. Segundo o Ministério Público do Estado (MPRJ), o pedreiro Baltazar Menezes dos Santos, nomeado pela parlamentar como assessor de gabinete entre fevereiro de 2011 e agosto de 2015 e pago pela Assembleia Legislativa do Rio de Janeiro (Alerj) trabalhava na casa da política.